# Digitaria parviflora
Digitaria parviflora är en gräsart som först beskrevs av Robert Brown, och fick sitt nu gällande namn av Dorothy Kate Hughes. Digitaria parviflora ingår i släktet fingerhirser, och familjen gräs. Inga underarter finns listade i Catalogue of Life.